# 디지털 퍼포머

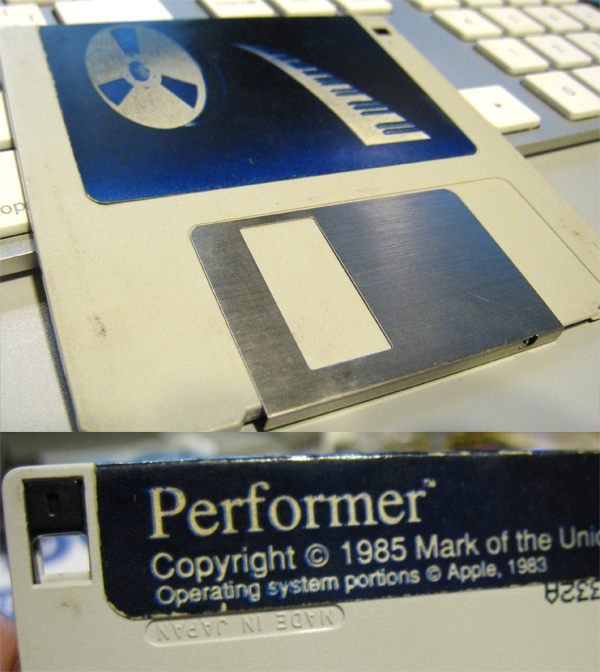

디지털 퍼포머(Digital Performer)는 애플 매킨토시와 마이크로소프트 윈도우 플랫폼을 대상으로 매사추세츠주 케임브리지의 MOTU가 출시한 풀 피처 디지털 오디오 워크스테이션/시퀀서 소프트웨어 패키지이다.

## 과거
1984년, MOTU는 애플 매킨토시를 위한 최초의 응용 프로그램들 가운데 하나인 프로페셔널 컴포저(Professional Composer)를 출시하였다. 이 프로그램은 매킨토시의 고해상도 그래픽스 및 인쇄에 사용되었으며 사용자가 전문가 품질의 악보를 인쇄할 수 있게 하였다.
1985년, 이 회사는 퍼포머(Performer)라는 이름의 뮤직 시퀀서를 출시하였으며, 이 또한 매킨토시 플랫폼에 기반하였고 당시 새로 개발된 MIDI 표준을 인식하는 신시사이저 및 기타 장치들을 통한 편곡 및 공연을 위해 만들어졌다.

## 디지털 오디오 워크스테이션 (DAW)
1990년, MOTU는 오디오(디지털 오디오) 동기화 기능을 퍼포머에 추가하면서 "디지털 퍼포머"(Digital Performer)라는 이름의 제품을 출시하였으며, 수개월 전에 Opcode는 이 기능을 비전(Vision)에 추가하였다.

## 수상
| 2001 일레트로닉 뮤지션 에디터스 초이스 어워드 - Best Digital Audio Workstation/Audio Interface 2002 일레트로닉 뮤지션 에디터스 초이스 어워드 - Best Digital Audio Workstation/Audio Interface 2004 일레트로닉 뮤지션 에디터스 초이스 어워드 - Best Digital Audio Workstation/Audio Interface 2010 일레트로닉 뮤지션 에디터스 초이스 어워드 - Best Digital Audio Workstation/Audio Interface |

## 같이 보기
- 에이블톤 라이브
- 큐베이스
- 케이크워크 소나